# Senna tropica
Senna tropica là một loài thực vật có hoa trong họ Đậu. Loài này được (Vell.) H.S.Irwin & Barneby miêu tả khoa học đầu tiên.